# Alpha Coronae Borealis
Alpha Coronae Borealis (α Coronae Borealis, viết tắt là Alpha CrB, α CrB) cũng có tên khác là Alphecca /ælˈfɛkə/ là một hệ sao đôi trong chòm sao Bắc Miện. Nó nằm cách Mặt Trời khoảng 75 năm ánh sáng.

## Thuộc tính

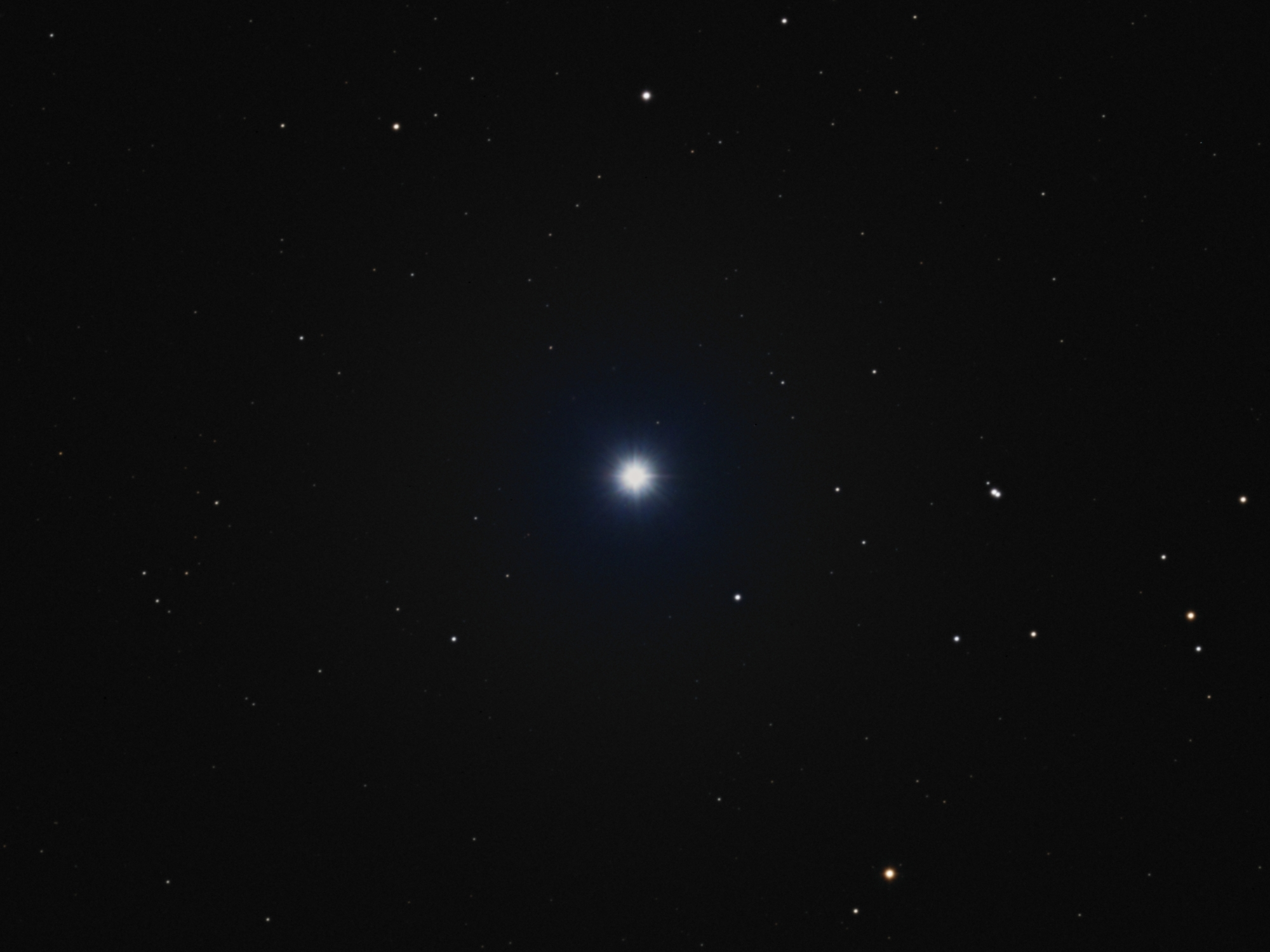
α Coronae Borealis

Ngôi sao chính thuộc lớp sao A0V, chuỗi sáng màu trắng và có khối lượng gấp 2,6 lần khối lượng mặt trời. Bán kính của nó gấp từ 2,89 đến 3,04 lần bán kính mặt trời, do đó, nó được cho là xung quanh hệ sao có một lượng lớn bụi và một số vật chất khác.
Ngôi sao thứ hai được cho là thuộc lớp sao G5, chuỗi sáng màu vàng và có khối lượng gấp 0,92 lần khối lượng mặt trời. Bán kính của nó gấp từ 0,90 lần bán kính mặt trời. Độ sáng tia X của nó là 6 × 10 28 erg s −1, lớn gấp 30 lần mức hoạt động cao nhất của mặt trời. Nhiệt độ quầng plasma của nó là 5MK, lớn hơn nhiều so với quầng plasma của Mặt trời.
Chúng quay quanh nhau theo một quỹ đạo khác lạ dài 17,36 ngày. Mặt phẳng của quỹ đạo này nghiêng một góc 88,2 ° so với đường ngắm của Trái Đất.. Qua kính viễn vọng hồng ngoại IRAS, người ta phát hiện ra nó phát ra bức xạ hồng ngoại ở mức 24 μm và 70 μm

## Tên gọi khác trong văn hóa
Nó có những cái tên sau:
Alphecca là tên theo tiếng Ả Rập, viết tắt của نير الفكّة nayyir al-fakka nghĩa là "ngôi sao sáng của chùm sao vỡ" (tên tiếng Anh: the bright (star) of the broken (ring of stars)).
Gemma là tên theo tiếng Latin cho "viên ngọc".
Gnosia cũng là tên theo tiếng Latinh, viết tắt của Gnōsia stella corōnæ "ngôi sao của vương miện Knossos "(tên tiếng Anh:star of the crown of Knossos). 
Asteroth là tiếng Do Thái, תרות 'ašterôt " Astarte (thần tượng)". Là ngôi sao sáng nhất trong chòm sao Bắc Miện
Trong tiếng Trung, 貫 索 (Guàn Suǒ), có nghĩa là Coiled Thong, nói đến một chòm sao gồm Alpha Coronae Borealis, Pi Coronae Borealis, Theta Coronae Borealis, Beta Coronae Borealis, Gamma Coronae Borealis, Delta Coronae Borealis, Epsilon Coronae Borealis, Iota Coronae Borealis và Rho Coronae Borealis. Do đó, bản thân Alpha Coronae Borealis được gọi là 貫索四 (Guàn Suǒ sì, tiếng Anh: the Fourth Star of Coiled Thong)